# Немдинское сельское поселение
Немдинское се́льское поселе́ние — упразднённое муниципальное образование в Новоторъяльском районе Марий Эл Российской Федерации.
Административный центр — деревня Немда-Обалыш.

## История
Статус и границы сельского поселения установлены Законом Республики Марий Эл от 18 июня 2004 года № 15-З «О статусе, границах и составе муниципальных районов, городских округов в Республике Марий Эл».
Закон Республики Марий Эл от 1 апреля 2009 года":

## Состав сельского поселения
| №  | Населённый пункт | Тип населённого пункта          | Население |
| -- | ---------------- | ------------------------------- | --------- |
| 1  | Бутылченки       | деревня                         | 2         |
| 2  | Верхний Обалыш   | деревня                         | 24        |
| 3  | Ерофейково       | деревня                         | 22        |
| 4  | Ешимово          | деревня                         | 1         |
| 5  | Йошкар-Памаш     | деревня                         | 17        |
| 6  | Красная Речка    | деревня                         | 31        |
| 7  | Немда-Обалыш     | деревня, административный центр | 506       |
| 8  | Нижняя Чуча      | деревня                         | 24        |
| 9  | Софронята        | деревня                         | 18        |
| 10 | Татаренер        | деревня                         | 68        |
| 11 | Чашкасола        | деревня                         | 35        |
| 12 | Чепаково         | деревня                         | 43        |
| 13 | Чёрная Грязь     | деревня                         | 83        |
| 14 | Чобыково         | деревня                         | 161       |